# Rajd Sachsenring 1976
Rajd Sachsenring 1976 (20. Rallye Sachsenring 1976) – 20. edycja rajdu samochodowego Rajd Sachsenring rozgrywanego w NRD. Rozgrywany był od 11 do 13 listopada 1976 roku. Rajd był szóstą rundą Rajdowego Pucharu Pokoju i Przyjaźni w roku 1976 oraz siódmą rundą Rajdowych Mistrzostw NRD w roku 1976.

## Klasyfikacja rajdu
| Miejsce                        | Kierowca                       | Pilot                          | Samochód                          | Czas                           | Strata                         |                                |
| Klasyfikacja generalna i RPPiP | Klasyfikacja generalna i RPPiP | Klasyfikacja generalna i RPPiP | Klasyfikacja generalna i RPPiP    | Klasyfikacja generalna i RPPiP | Klasyfikacja generalna i RPPiP | Klasyfikacja generalna i RPPiP |
| ------------------------------ | ------------------------------ | ------------------------------ | --------------------------------- | ------------------------------ | ------------------------------ | ------------------------------ |
| 1.                             | Miloslav Zapadlo               | Jiří Motal                     | Škoda 130 RS                      | 48:41                          | -                              |                                |
| 2.                             | Błażej Krupa                   | Piotr Mystkowski               | Renault 17 Gordini                | 52:43                          | +4:02                          |                                |
| 3.                             | Attila Ferjáncz                | Ferenc Iriczfalvi              | Renault 17 Gordini                | 53:50                          | +5:09                          |                                |
| 4.                             | Svatopluk Kvaizar              | Jiří Kotek                     | Škoda 120 S Rallye                | 55:41                          | +7:00                          |                                |
| 5.                             | Jiří Šedivý                    | Jiří Janeček                   | Škoda 130 RS                      | 55:42                          | +7:01                          |                                |
| 6.                             | Marian Bień                    | Janina Jedynak                 | Polski Fiat 125p 1600 Monte Carlo | 57:07                          | +8:26                          |                                |
| 7.                             | Leo Pavlík                     | Oldřich Gottfried              | Škoda 130 RS                      | 57:24                          | +8:43                          |                                |
| 8.                             | Horst Niebergall               | Bernd Fromman                  | Wartburg 353                      | 57:35                          | +8:54                          |                                |
| 9.                             | Yakov Agishev                  | Mikhail Titov                  | Moskvich 412                      | 57:51                          | +9:10                          |                                |
| 10.                            | Jürgen Hellmann                | Peter Müller                   | Wartburg 353                      | 59:22                          | +10:41                         |                                |